# Évelyne Kestemberg
Évelyne Kestemberg-Hassin, née le 28 mai 1918 à Constantinople et morte le 17 avril 1989 à Paris, est une psychanalyste française.

## Biographie
Née en Constantinople « d'un père français, commerçant, et d'une mère juive russe qui avait fui la Révolution de 1917 »,  Évelyne Kestemberg arrive en France peu après sa naissance. En 1942 elle quitte la France occupée par les Allemands pour rejoindre de la famille au Mexique où elle rencontre et se marie avec Jean Kestemberg qui s'était aussi réfugié au Mexique après avoir combattu dans les Brigades internationales. Elle est philosophe de formation. Analysée par Marc Schlumberger elle va consacrer sa vie à la psychanalyse. Elle a été supervisée pendant sa formation d'analyste à l'Institut de psychanalyse de Paris par Sacha Nacht et devenue membre adhérent de la Société psychanalytique de Paris. Ce dernier s'est opposé à sa candidature au statut de membre titulaire/formateur à la SPP parce qu'elle n'était pas médecin. Finalement, en 1963 elle a été la première femme non-médecin (en dehors de Marie Bonaparte) à être élue titulaire/formatrice. Évelyne Kestemberg a dirigé le Centre de psychanalyse et de psychothérapie au sein de l’Association de santé mentale du XIIIe arrondissement (ASM13), connu aujourd'hui en tant que Centre Évelyne et Jean Kestemberg.
Elle fait aussi du psychodrame psychanalytique et a développé une clinique et des théories novatrices dans le traitement des psychotiques. Elle a collaboré étroitement avec Serge Lebovici et René Diatkine au centre Alfred Binet, centre de consultation d'enfants et d'adolescents de santé mentale du 13e arrondissement de Paris. C'est avec Raymond de Saussure qu'elle créée la Fédération européenne de psychanalyse. Elle a travaillé encore sur l'anorexie, l'Identification, etc.

## Publications
- L'Identité et l'identification chez les adolescents. Problèmes théoriques et techniques, in La psychiatrie de l'enfant, 1962, 5-2, V, 441-522 (articles princeps) repris page 187 dans :
  - L'Adolescence à vif, Paris, PUF, 1999,  (ISBN 2-13-049823-X)
- La Psychose froide, Paris, PUF, 2001,  (ISBN 2-13-051798-6)
- (Coll.) Autrement vu : Des psychanalystes observent les relations mère-enfant., Paris, PUF, 1981,  (ISBN 2-13-036977-4)
- Le Devenir de la prématurité et coll., Paris, PUF, 1977,  (ISBN 2-13-034941-2)
- Avec Jean Kestemberg et Simone Decobert, La faim et le corps : Une étude psychanalytique de l'anorexie mentale, Paris, PUF, 5e édition mise à jour 2005,  (ISBN 2-13-046513-7) [6]
- Le Psychodrame psychanalytique, avec Philippe Jeammet, Paris, PUF, coll. "Que sais-je ?", no 2337, 1987,  (ISBN 2-13-039811-1)